# Maripí (ort)
Maripí är en ort i Colombia.   Den ligger i departementet Boyacá, i den centrala delen av landet, 100 km norr om huvudstaden Bogotá. Maripí ligger 1 199 meter över havet och antalet invånare är 1 143.
Terrängen runt Maripí är kuperad åt sydväst, men åt nordost är den bergig. Terrängen runt Maripí sluttar västerut. Runt Maripí är det ganska tätbefolkat, med 70 invånare per kvadratkilometer. Närmaste större samhälle är Muzo, 11,1 km väster om Maripí. I omgivningarna runt Maripí växer i huvudsak städsegrön lövskog.